# 三重クエスト
『三重クエスト』（みえクエスト）は、blazeworksより配信されたスマートフォン用ゲームアプリ。2021年12月17日サービス開始。基本プレイ無料（アイテム課金制）。
blazeworksの代表も務める名古屋市出身の女性ゲームクリエイター・みぃにより開発された。
blazeworksが2021年2月17日にリリースした『岐阜クエスト』の第2弾として同年12月17日より配信を開始。無料でダウンロード可能であり課金によって強力な武器などを装備できるが、非課金でもクリアは可能。2022年11月までに1万2216ダウンロードを記録。

## 概要
「まもの」によって滅ぼされた架空の三重県を救うため、妖精と自称するネコの姿をした謎の生物「みぃねこ」によって三重県に召喚された主人公が、サンショウウオ（名張市）やイセエビなど、ローカル色豊かなモンスターと戦い、県内全市町をめぐって平和を取り戻すと言う内容。途中、伊勢神宮や熊野古道などに立ち寄り、ご当地グルメを食べて三重県について学び、経験値に対応する
「みえりょく」を高める。また、藤堂高虎（津藩初代藩主）や松尾芭蕉（伊賀市出身）などの人物が仲間になる。その他、地元のキャラクターのいが☆グリオや伊賀FCくノ一三重のくノんちゃんなど、また、伊賀くみひもやかたやきが登場する。観光地の写真が閲覧できる機能も実装されている。